# Herzogenburg
Herzogenburg est une commune autrichienne du district de Sankt Pölten-Land en Basse-Autriche. Elle possède une abbaye remarquable Stift Herzogenburg.

## Histoire

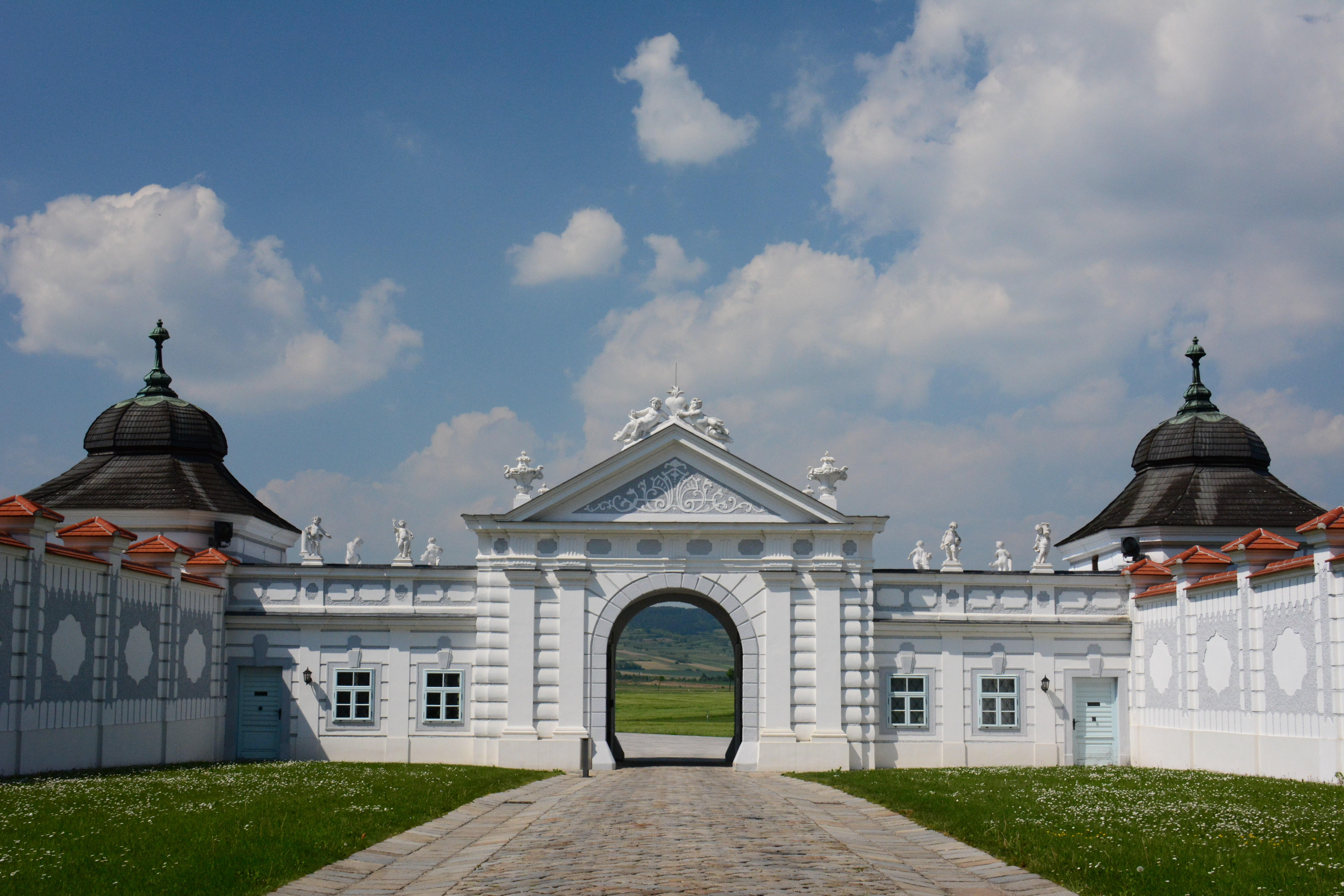
Un portail de l'abbaye, fondée en 1112.

Son couvent de chanoines réguliers de Saint-Augustin a été fondé en 1244.